# Ugallaral
De ugallaral (Sarothrura lugens) is een vogel uit de familie Sarothruridae. Deze familie werd lang beschouwd als een onderfamilie van de rallen, koeten en waterhoentjes (rallidae).

## Verspreiding en leefgebied
Deze soort komt voor in centraal en het zuidelijke deel van Centraal-Afrika en telt twee ondersoorten:
- S. l. lugens: van Kameroen tot Congo-Kinshasa en westelijk Tanzania.
- S. l. lynesi: van centraal Angola tot Zimbabwe.

## Status
De grootte van de populatie wordt geschat op 670-6700 volwassen vogels. Op de Rode lijst van de IUCN heeft deze soort de status niet bedreigd.